# Vítězná medaile (Japonsko)
Vítězná medaile (japonsky: 戦捷記章) je japonská pamětní vojenská medaile udílená za vojenskou službu během první světové války. Založena byla v roce 1920 a celkem bylo uděleno přibližně 700 000 medailí.

## Historie
Medaile byla založena císařem Taišó císařským dekretem č. 406 ze dne 17. září 1920. Byla jednou ze série vítězných medailí, které po první světové válce založilo a udílelo 15 z vítězných států. Nárok na medaili měli příslušníci ozbrojených sil, kteří se v období od 23. srpna 1914 do 9. ledna 1920 zapojili do války.

## Popis
Všechny varianty spojeneckých vítězných medailí měly stuhu v barvách duhy. Šířka stuhy byla 37 mm. Medaile měla tvar bronzového kotouče s hladkým okrajem o průměru 36 mm. Vzhled medailí se v jednotlivých případech lišil. Japonský typ se od ostatních odlišoval nejvíce, neboť na medaili nebyla vyobrazena římská bohyně Viktorie, kterou nic nespojovalo s japonskou kulturou. Místo ní byl na medaili vyobrazen Takemikazuči, bůh války z japonské mytologie.
Na zadní straně je vyobrazena zeměkoule obklopená řadou korálků položených na květu sakury s pěti okvětními lístky. V každém z okvětních lístků je vyobrazena vlajka s japonským znakem reprezentujícím jeden ze spojeneckých států – Itálii, Francii, Spojené státy americké, Velkou Británii a Japonsko. Další okvětní lístek nese nápis a všechny další spojenecké národy. Pod ním je nápis v japonštině znamenající Velká válka pro ochranu civilizace. Na medaili je také datum 1920, neboť japonská intervence na Sibiři během ruské revoluce pokračovala i po skončení války v Evropě v roce 1918.
Medaile byla předávána v krabičce z balsového dřeva. Krabička měla na víčku čtyři japonské znaky znamenající vítězství ve Velké válce. Uvnitř krabičky byl bílý samet, do kterého však medaile dokonale nezapadala.
Medaile byla vyráběna ve 20. letech 20. století japonskou mincovnou v Ósace a autorem jejího návrhu byl Masakiči Hata.
Pro příjemce z řad armády i námořnictva byl vydáván velký certifikát s uvedením jména a hodnosti vyznamenané osoby.